# Kevin Bang
Kevin Bang, född 10 januari 1997, är en svensk tiktokare och influerare.

## Biografi
Kevin Bang är en medieprofil med ett stort antal följare. På Tiktok, där han lägger upp olika humorklipp har han till exempel över 812 000 följare (augusti 2025). På listan av de med störst räckvidd och engagemang bland sociala medier i Sverige rankade Medieakademin honom på plats fem över svenska tiktokare.